# 新錫德爾湖

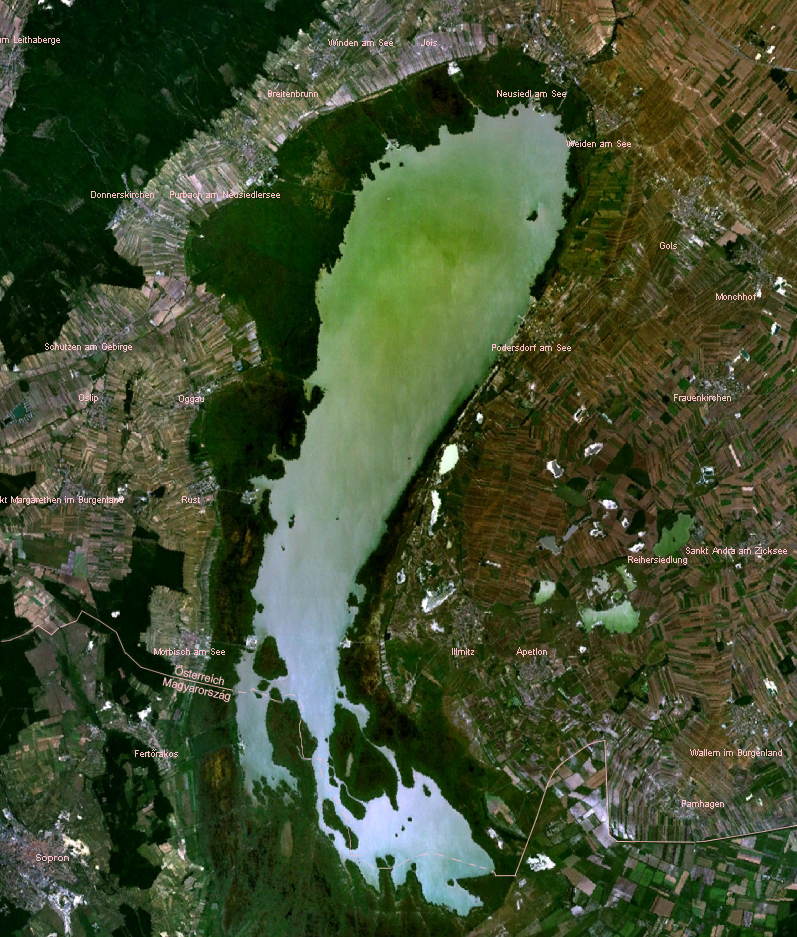

新錫德爾湖，匈牙利语称费尔特湖（匈牙利語：Fertő tó），是歐洲中部的湖泊，位於奧地利和匈牙利接壤的邊境，長36公里、寬12公里，面積315平方公里，海拔高度115.45米，平均水深1米，最大水深1.8米。